# قائمة العائلات الجينية
هذه قائمةٌ بعائلاتٍ جينيةٍ أو معقداتٍ جينية، وهي عبارةٌ عن مجموعاتٍ من الجينات التي تكوّنت من تضاعف جين أصلي واحد حيث أن الجين هو قطعة من أحد سلسلتي الحمض النووي (الدنا) التي تحتل موضعًا معينًا على هذه السلسلة. ظهرت العائلات الجينية عبر عددٍ من الأنواع الجينية المختلفة التي تؤدي وظائف حيويةٍ متشابهة في كثيرٍ من الأحيان.
عادةً ما تشفر العائلات الجينية البروتينات المرتبطة وظيفيًا وأحيانًا يكون مصطلح العائلات الجينية عبارة عن اختصار لمجموعات البروتينات التي تشفرها الجينات. تُصنّف الجينات إلى عائلاتٍ اعتمادًا على النكليوتيدات وتسلسلات البروتين المتشابهة، وقد تكون أو لا تكون هذه العائلات متجاورة على نفس الصبغي.

## العائلات الجينية البروتينية التنظيمية
- عائلة بروتين 14-3-3.
- العلبة المثلية (عائلة الجين هوكس).
- معقد Achaete-scute (تكوين الخلايا العصبية).
- إصبع زنك نمط كروبل.
- عائلة جينات صندوق مادس.
- جينات NOTCH2NL .
- بروتينات الجهاز المناعي
- معقد التوافق النسيجي الكبير.
- فصيلة الغلوبولين المناعي.

## البروتينات الحركية
- ميوسين.
- كينيسين.
- داينين.
- البروتينات المحوّلة للإشارة
- بروتينات .G
- خريطة كيناز.
- مستقبلات الشم.
- مستقبلات كاينيز التايروسين.

## النقل
- الناقلات ABC.
- ساعي سيتوبلازمي.
- الآكوابورين.

## العائلات غير المصنفة
- عائلة جين .Expansin
- عائلة جين البروتين FH2 (فورمين).
- قنوات ايونية.
- عائلة بروتين SNARE
- عائلة جين بروتوكادرين.
- بروتينات الصدمة الحرارية.